# Rwang Pam Stadium
Rwang Pam Stadium ist ein Mehrzweckstadion in Jos, Bundesstaat Plateau, Nigeria. Es hat eine Kapazität von 15.000 Zuschauern, wird derzeit hauptsächlich für Fußballspiele genutzt und ist die Heimspielstätte von Plateau United aus der Nigerianischen Premier League sowie JUTH F.C. und den Mighty Jets FC aus der Nigeria National League.